# Stazione di Portadown
La stazione di Portadown ( in inglese britannico Portadown railway station) è una stazione ferroviaria che fornisce servizio a Portadown, contea di Armagh, Irlanda del Nord. Attualmente le linee che vi passano sono la Belfast-Newry, la Belfast-Bangor e soprattutto la Dublino-Belfast. La ferrovia fu aperta il 12 settembre 1842, chiusa il 4 gennaio 1965 per il traffico di merci. Passata sotto il patrocinio della Northern Ireland Railways nel 1970 fu chiamata Portadown-Craigavon, in virtù di una cittadina vicina che non si sviluppò come previsto.
La stazione ha tre binari. Solo il binario 1 ha accesso per le sedie a rotelle, i binari 2 e 3 sono accessibili tramite scale e sottopassaggio. I treni Enterprise (vale a dire gli InterCity Dublino-Belfast) possono essere portati sul binario-1 in seguito a specifiche richieste telefoniche. 

## Treni
Qui termina la tratta di molti treni, anche se la stazione non è un vero e proprio capolinea, dato che 4 treni al giorno da lunedì e venerdì proseguono fino a Newry. Ci sono servizi per Bangor e Belfast ogni mezzora, frequenza che aumenta durante le ore di punta. I treni intercity passano ogni due ore. La domenica i servizi consistono in 5 treni intercity Dublino-Belfast per ogni direzione e un servizio all'ora per Bangor.

## Servizi ferroviari
- Intercity Dublino–Belfast
- Belfast-Newry
- Belfast-Bangor

## Servizi
- Servizi igienici
- Capolinea autolinee
- Biglietteria a sportello
- Biglietteria self-service
- Distribuzione automatica cibi e bevande